# مالکی‌تاون (ایلینوی)
مالکی‌تاون (به انگلیسی: Mulkeytown) یک منطقهٔ مسکونی در ایالات متحده آمریکا است که در شهرستان فرانکلین، ایلینوی واقع شده‌است. مالکی‌تاون ۱۷۵ نفر جمعیت دارد و ۱۳۵٫۹۴ متر بالاتر از سطح دریا واقع شده‌است.